# 讃岐国分寺
讃岐国分寺（さぬきこくぶんじ）は、香川県高松市国分寺町国分にある真言宗御室派の寺院。白牛山（はくぎゅうざん）、千手院（せんじゅいん）と号す。本尊は十一面千手観世音菩薩。四国八十八箇所霊場の第八十番札所。札所寺院としては単に「國分寺」と称するのが通例である。
- 本尊真言：おん ばさら たらま きりく
- ご詠歌：国を分け野山をしのぎ寺々に　まいれる人を助けましませ
- 納経印：当寺本尊、満願証「願行成満」、弁財天、五色台三霊場参り（白峯寺・根香寺と共に）

開門時間　８：００～１６：３０
奈良時代に聖武天皇の詔により日本各地に建立された国分寺のうち、讃岐国国分寺の後継寺院にあたる。本項では現寺院とともに、創建当時の史跡である讃岐国分寺跡（国の特別史跡）についても解説する。

## 概要
高松市西部、国分台丘陵の南に立つ。讃岐国府跡推定地の東方2 kmに位置し、一帯は讃岐国の中心地であり多くの遺跡が発掘されている。
現在の境内は、創建当時の国分寺の伽藍と重複している。伽藍跡は全国に残る国分寺跡の中でも保存状態が良く、国の特別史跡に指定されている。なお国分寺跡で特別史跡であるのは、当寺の他に遠江国分寺跡と常陸国分寺跡のみである。そのほか、本堂・本尊・銅鐘が国の重要文化財に指定されている。

## 歴史
国分寺は天平13年（741年）聖武天皇が発した国分寺建立の詔により全国六十八箇所に建立されたとされ、当寺もその頃の創建と推測される。寺伝では、行基が丈六の十一面千手観世音菩薩を本尊として開基したとされる（現存する本尊像は当時のものではないが、四国霊場の江戸期以前作の仏像で、丈六仏は善通寺の薬師如来坐像と当寺本尊のみで、しかも立像であるので四国霊場で最大の大きさである）。史実としての具体的な創建年は定かでない。
『続日本紀』には天平勝宝8歳（756年）に「讃岐国を含む26か国の国分寺に仏具等を下賜」との記載があり、この頃に寺観が整っていたと考えられる。
明徳2年（1391年）の文献には当寺が西大寺の末寺である旨が記されており、その他の文献から鎌倉末期までには西大寺末となっていたと推測されており現存本堂の建造も西大寺系の僧が関わっていたものと考えられる。
天正の兵火により本堂と本尊と鐘楼を残しほとんどが焼失した。
その後、江戸時代には讃岐高松藩主から崇敬され、63石前後の寺領寄進を受けた。

## 境内

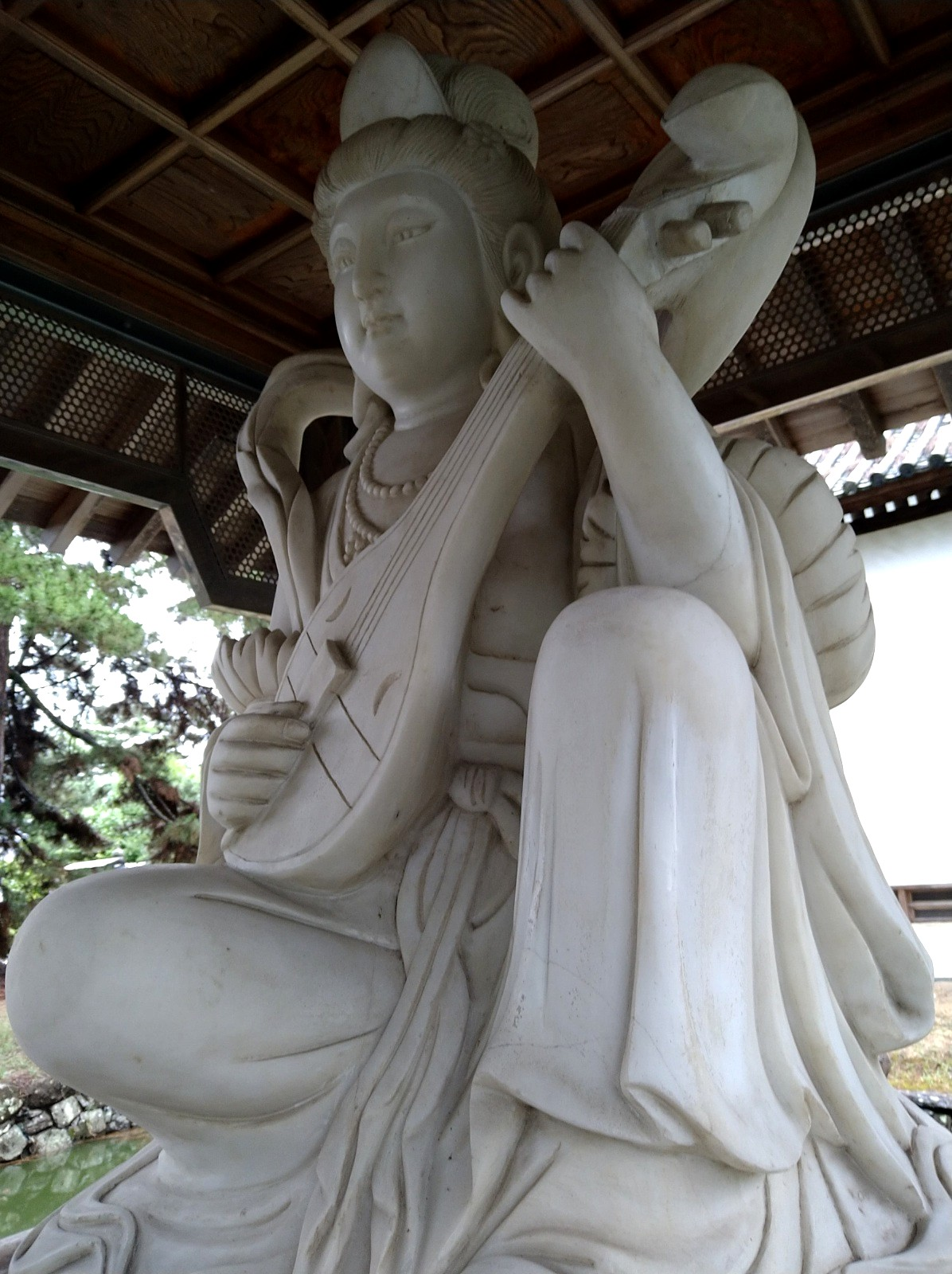
弁財天像

- 山門（仁王門）：創建時の中門を踏襲すると見られている[5]。
- 本堂：本尊開帳は60年に一度で次回は2040年。前立の千手観音・不動明王・大師像を拝観できる。創建時の講堂の礎石を利用して建てられている[6]。
- 大師堂(弘法大師礼拝殿万霊塔)：大師像を拝観できる。
- 大日如来堂：安永7年（1778）大師堂として建立、以前は毘沙門堂であった。2014年から、大塚純司住職発案、彫刻家の大森暁生制作で、1497年まで東寺講堂の立体曼荼羅の本尊であった空海作の大日如来坐像を『東宝記』の記録を基に復元する計画が進行中であり公開は未定。
- 閻魔堂
- 千体地蔵堂
- 春日神社堂：村落から移された鎮守社。
- 良縁社（祠）：愛染明王を祀る。
- 弁財天像、延命地蔵尊、水かけ地蔵などの石像が点在。
- 御衣木（みそぎ）：福龍とも呼ばれ空海が本尊を修理した際の残木と伝わる。
- 福松：黒松の大木で中ほどに天然の黒松の葉のコブがある。
- 鐘楼：重要文化財の銅鐘は平安時代前期の鋳造と考えられる[7]。
- ミニ四国八十八箇所の石仏：近隣の里山にあったものを昭和初期に境内に移設したもの。

仁王門をくぐり八十八ケ所の石像が両脇にならぶ参道を進むと左に閻魔堂があり右に四国最古の釣鐘があり、さらに行くと礎石のならぶ間を行き小さな橋を渡ると正面に本堂が立つ。本堂を背に左手を進むと白い多宝塔があり、それが大師堂である。その右の門から遍路用品のならぶ店内に入るとそこが大師堂拝殿であり、納経所でもある。
（注意）参拝には最短でも10分かかるとのことで、午後4時50分以降は閉門され入場できない。
- 宿坊：なし
- 入山料：200円
- 駐車場：大型2台、普通車7台、山門前に無料であり

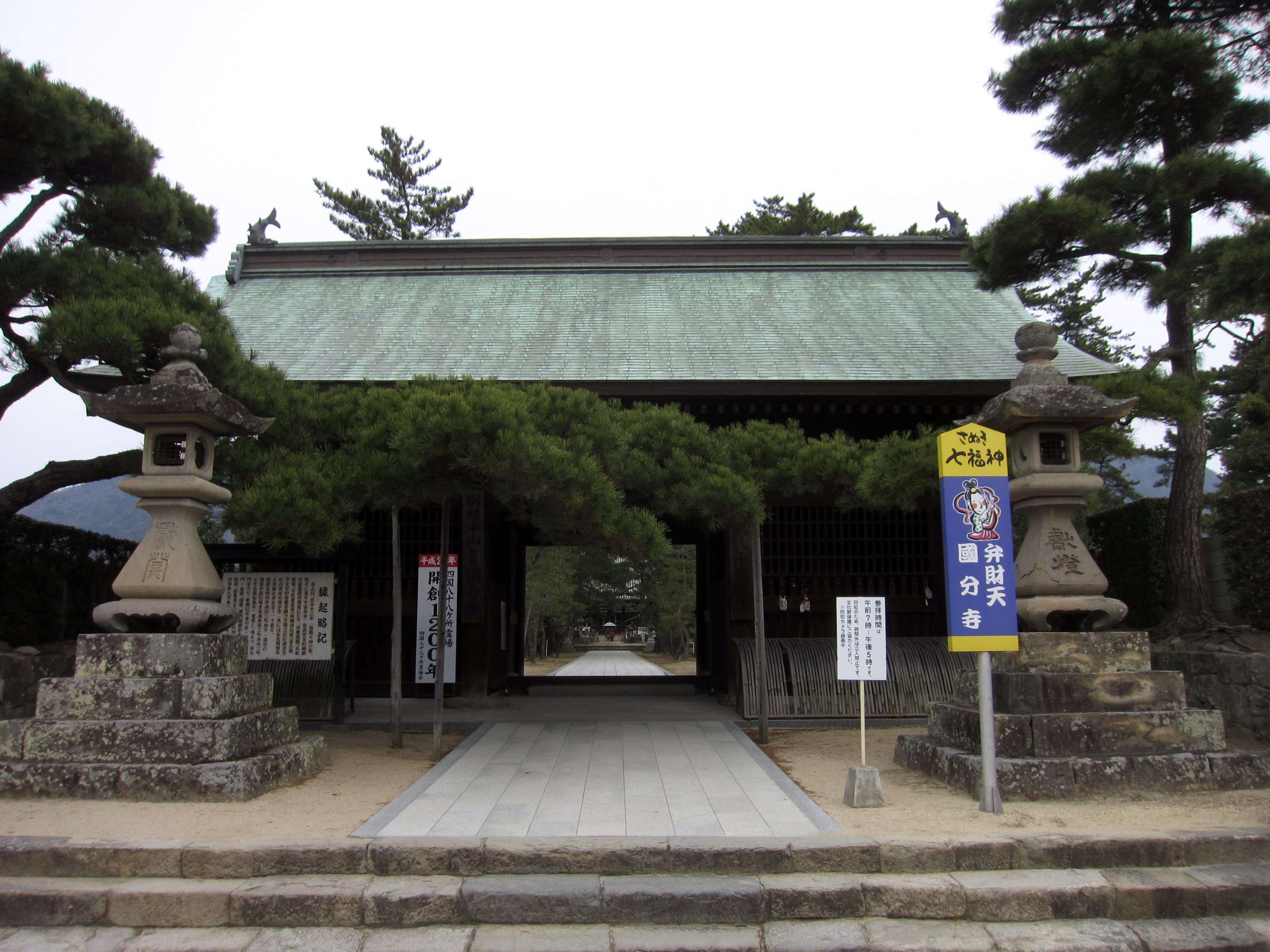
仁王門
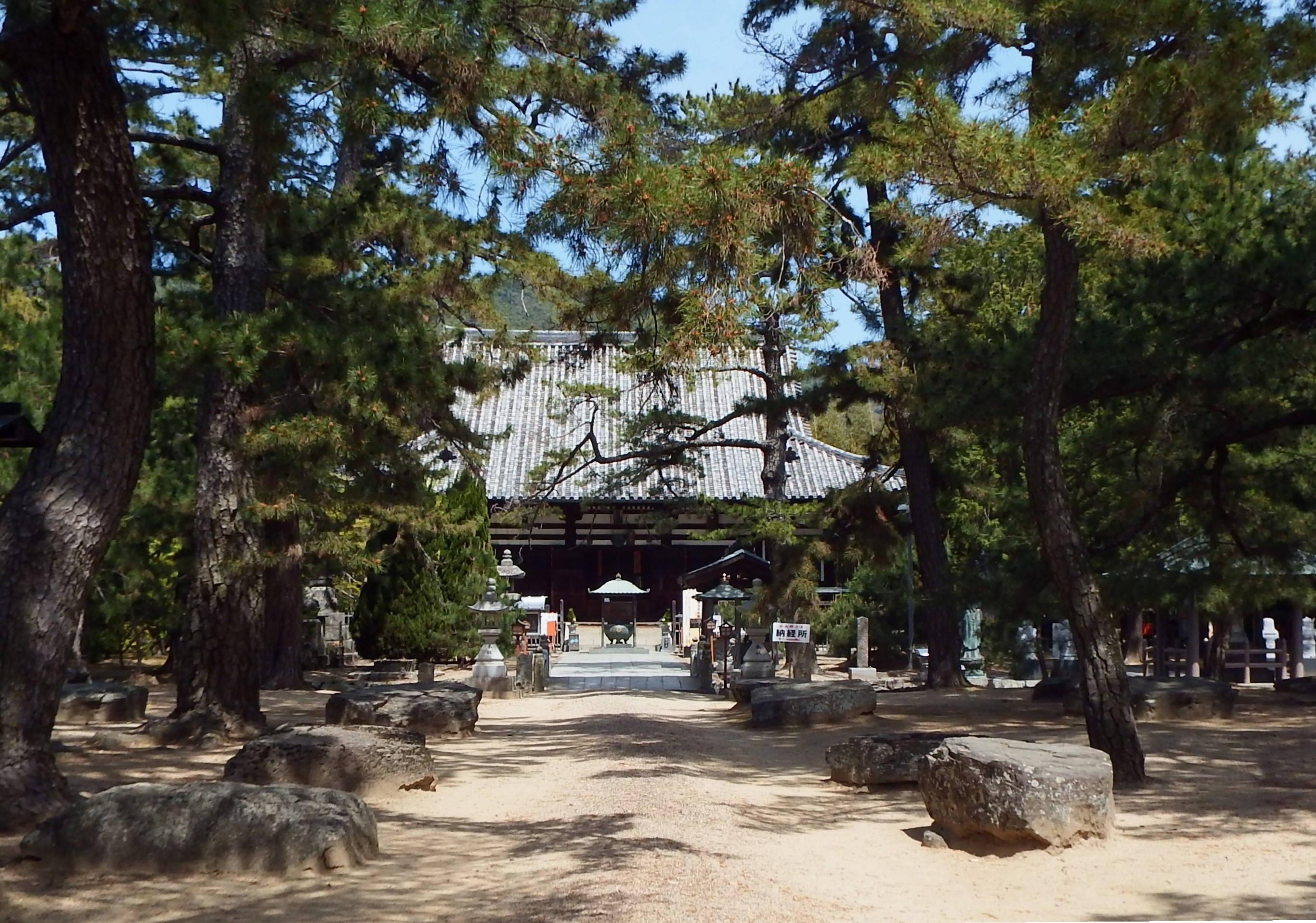
旧金堂跡と現本堂
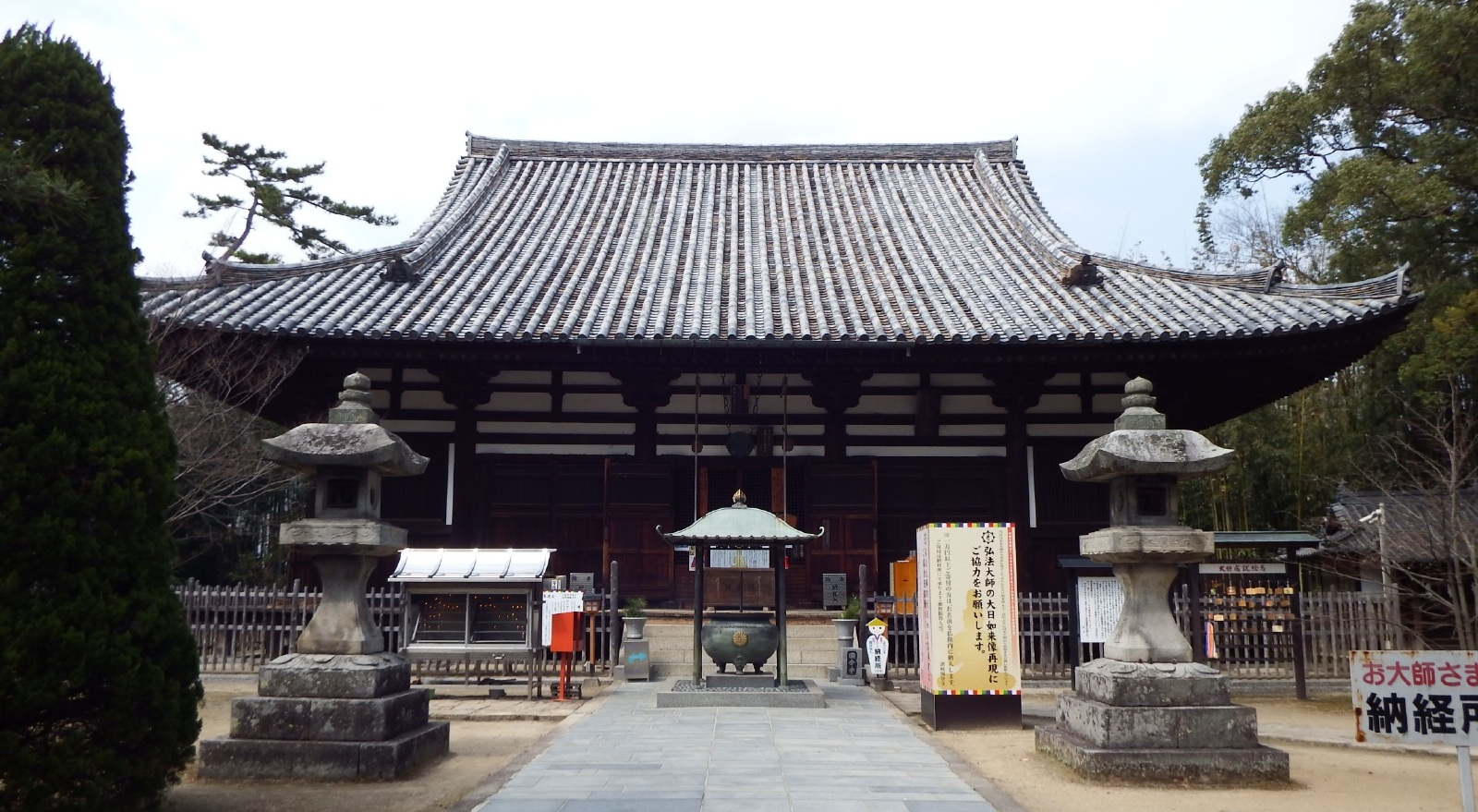
本堂（重要文化財）
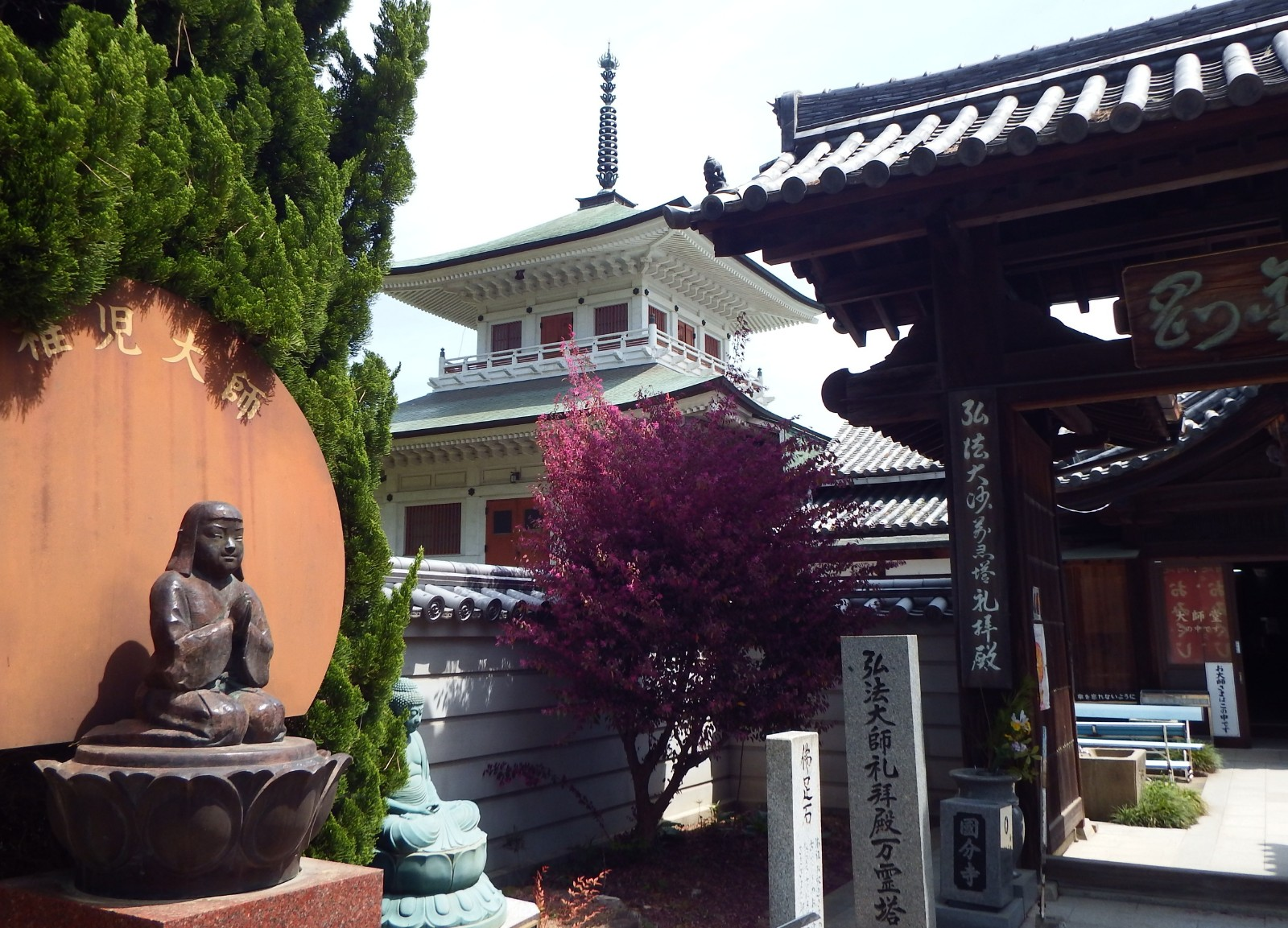
大師堂
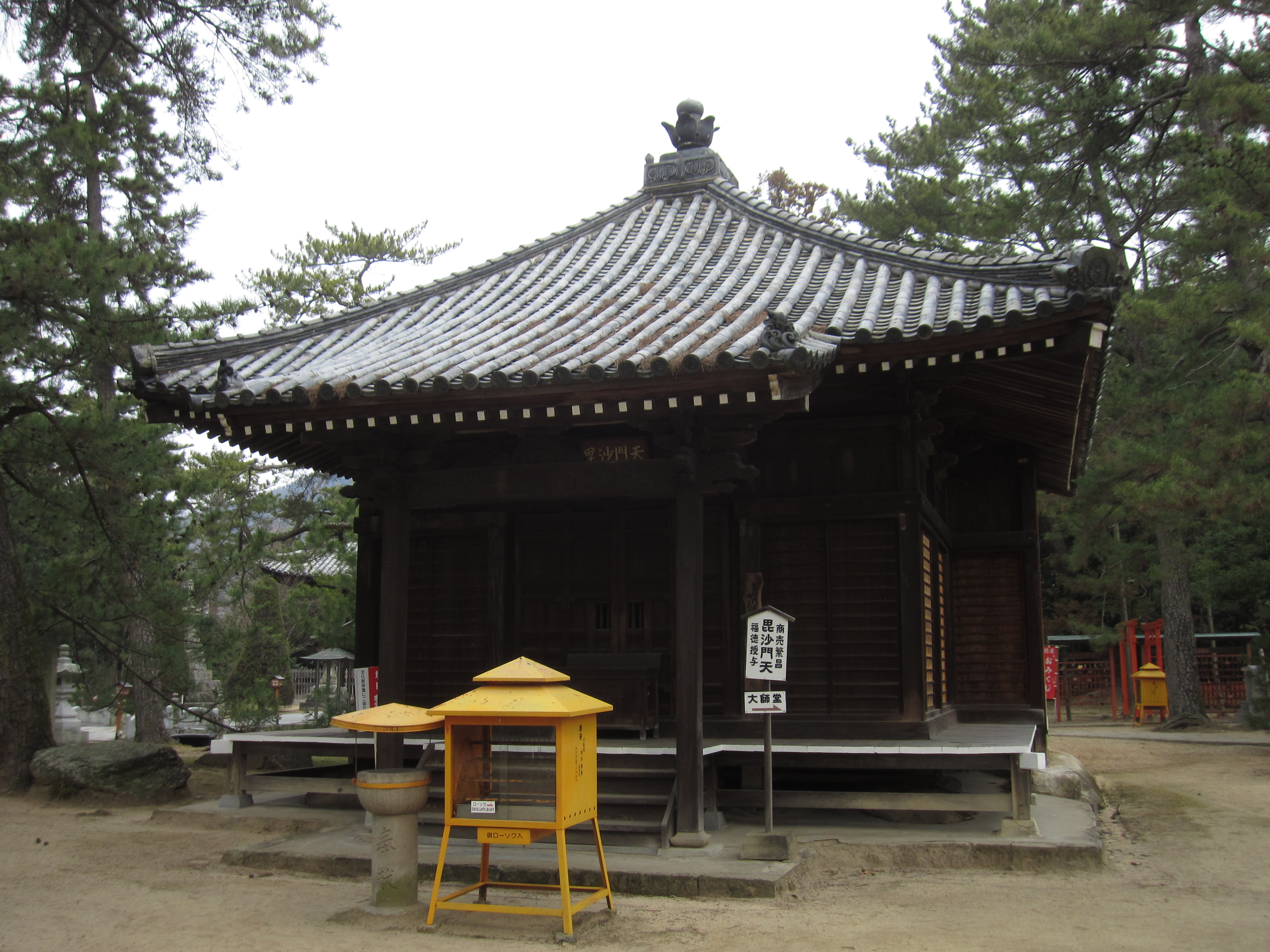
大日如来堂
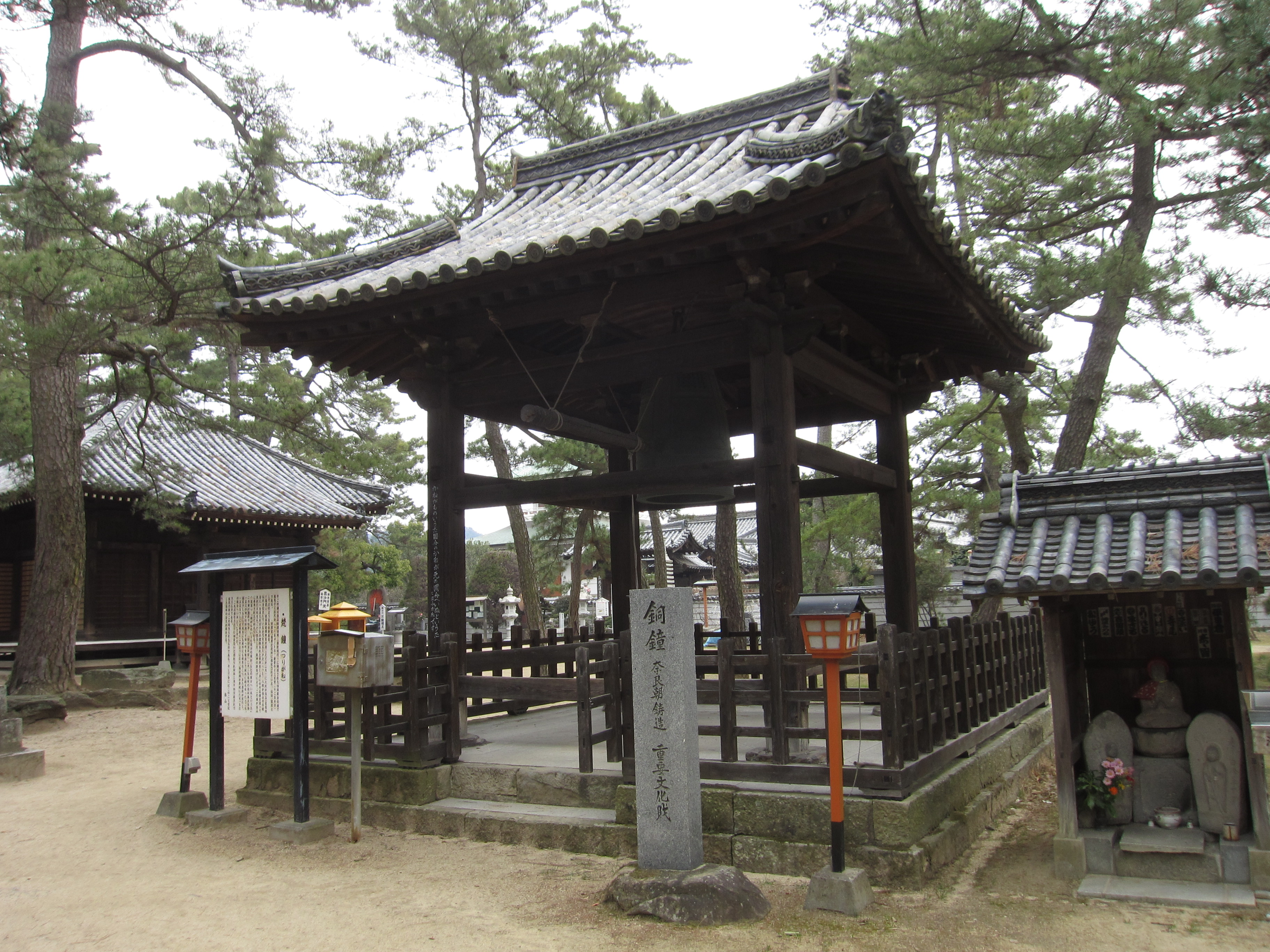
鐘楼
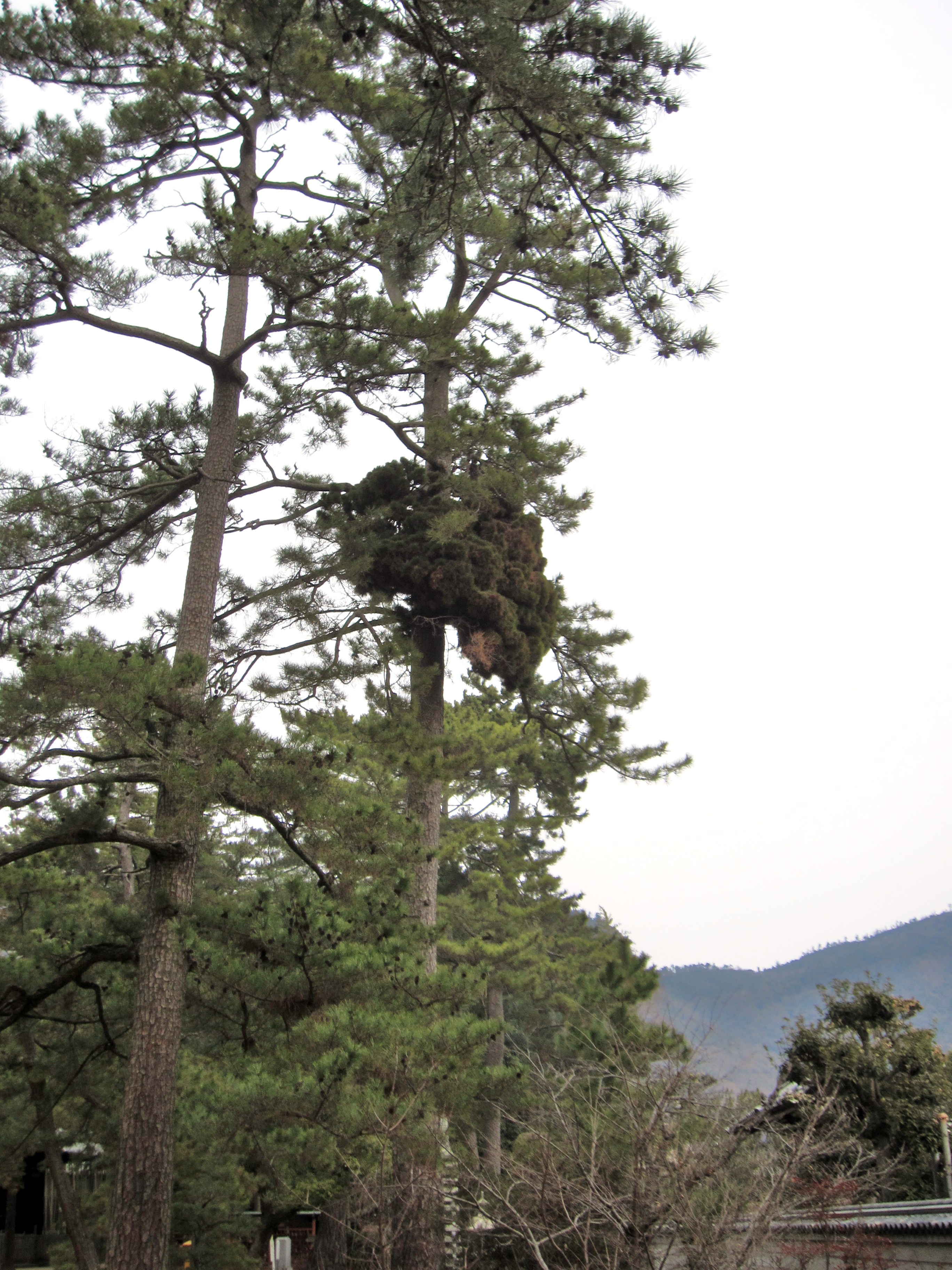
福松

## 讃岐国分寺跡

石造復元模型
手前に金堂、奥に七重塔。

発掘調査で明らかとなった奈良時代の寺域は南北240メートル、東西220メートルで、現在の国分寺や東隣にある宝林寺を含んでいる。伽藍は大官大寺式伽藍配置で、中門・金堂・講堂が南北一直線上に並び、中門と金堂を回廊で結んだ内側の区画の東側に塔が建てられていた。
遺構の保存状況はよく、金堂、七重塔などの礎石が原位置に残っている。現国分寺の本堂は奈良時代の講堂跡に建ち、現本堂はこの礎石を再利用している。他に、回廊・僧房・鐘楼・掘立柱建物・築地塀の遺構が発掘で確認されているほか、中門・南大門があったと推定される。
旧伽藍跡は遺跡公園として整備され、奈良時代の伽藍が縮尺10分の1の石造模型で再現されているほか、築地塀の一部が実物大で復元されている。また、僧房跡は残存状況が良好であったため遺構を覆屋で覆い、建物の一部が復元されている。
- 現在の境内エリア
  - 金堂礎石 - 正面7間・側面4間。
  - 講堂跡 - 現本堂の位置で、礎石は本堂に使用されている。正面7間・側面4間と推測される[5]。
  - 塔跡 - 3間（約10 m）四方・高さ63 mの七重塔と推測される[5]。創建当時の礎石17石中15石が原位置のまま残る。聖武天皇自ら金字で金光明最勝王経を書写し塔に納めたと云う。
- 遺跡公園エリア
  - 僧房跡 - 東西21間・南北3間。これを東西21間を3間ずつ7単位に壁で仕切り、中央の3間×3間を食堂的な共同利用室に、残りの6単位では柱の間をさらに区切って小さな部屋を設け、各単位に4室ずつ計24部屋を備えていた[8]と考えられる。一部復元した内部構造を覆屋内に展示する。
  - 鐘楼跡 - 東西2間・南北3間。
  - 掘立柱建物跡 - 南北7間・東西4間。建物の用途はわかっていない。
  - 回廊
  - 築地塀 - 下幅1.8 m・上幅1.5 m・高さ3.93 mの土塀が、東西220 m・南北240 mの敷地を方形に囲っていた。また、築地塀の外側には堀をめぐらしていたとされる[9]。

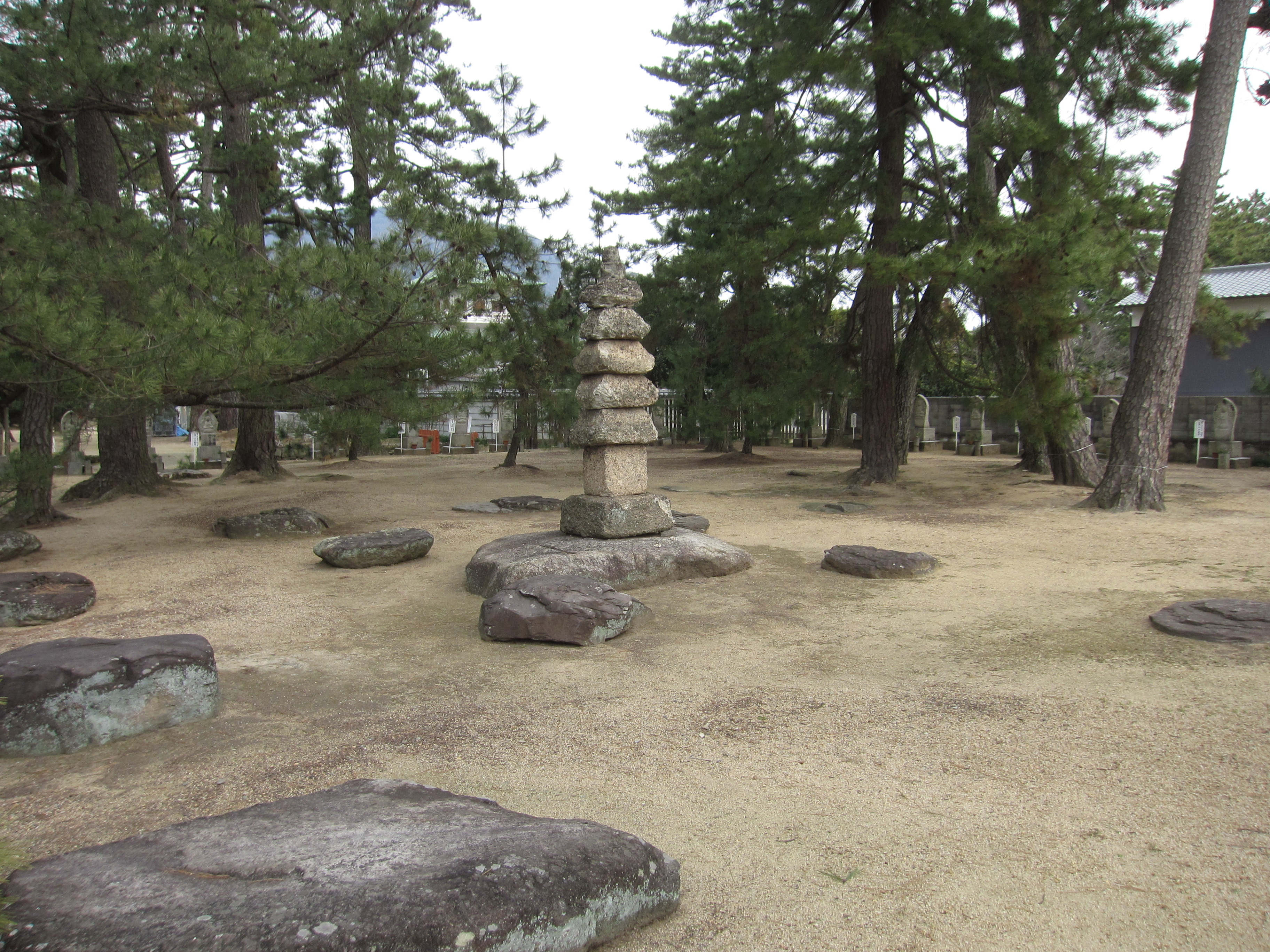
塔跡
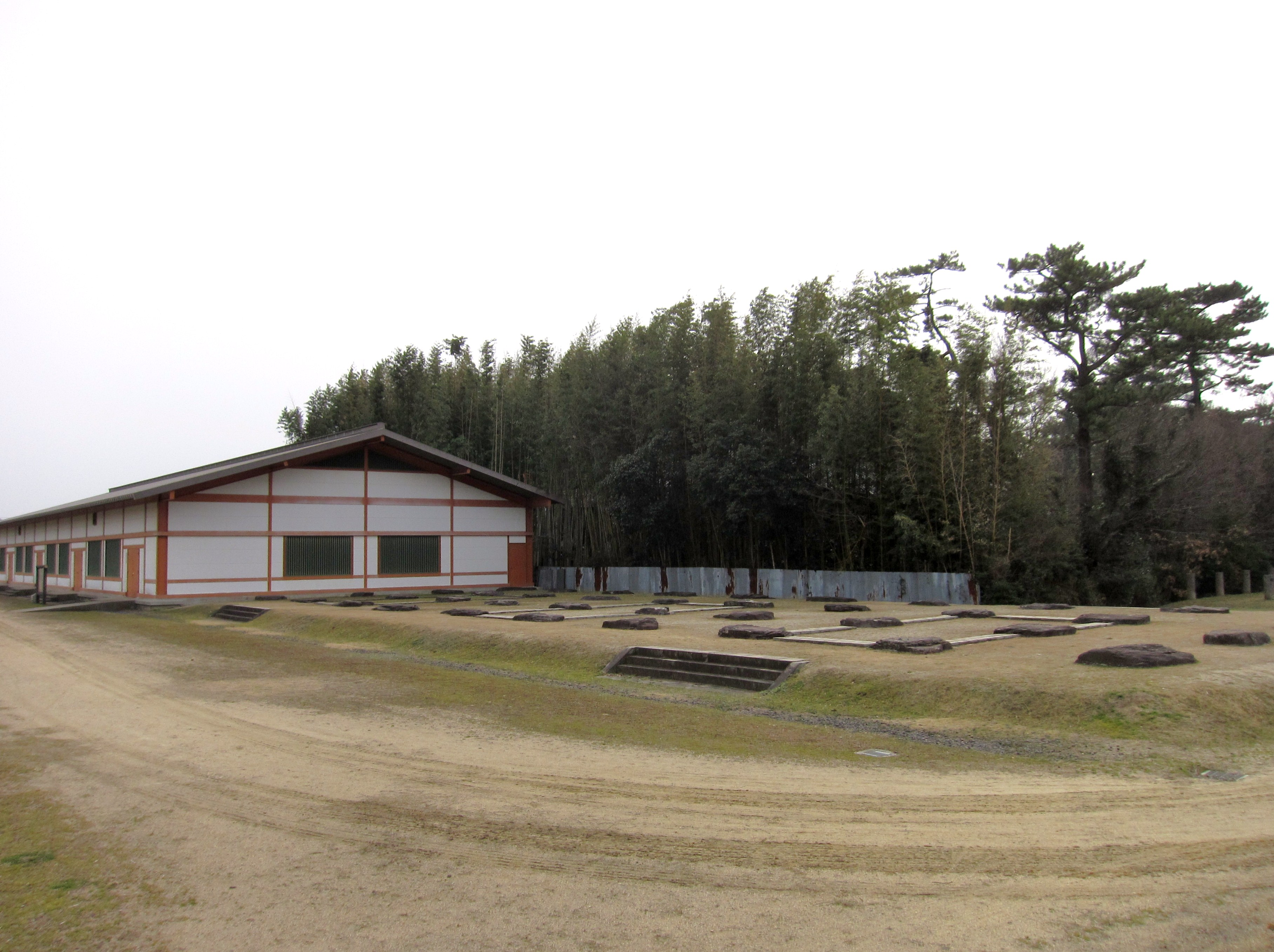
僧房跡
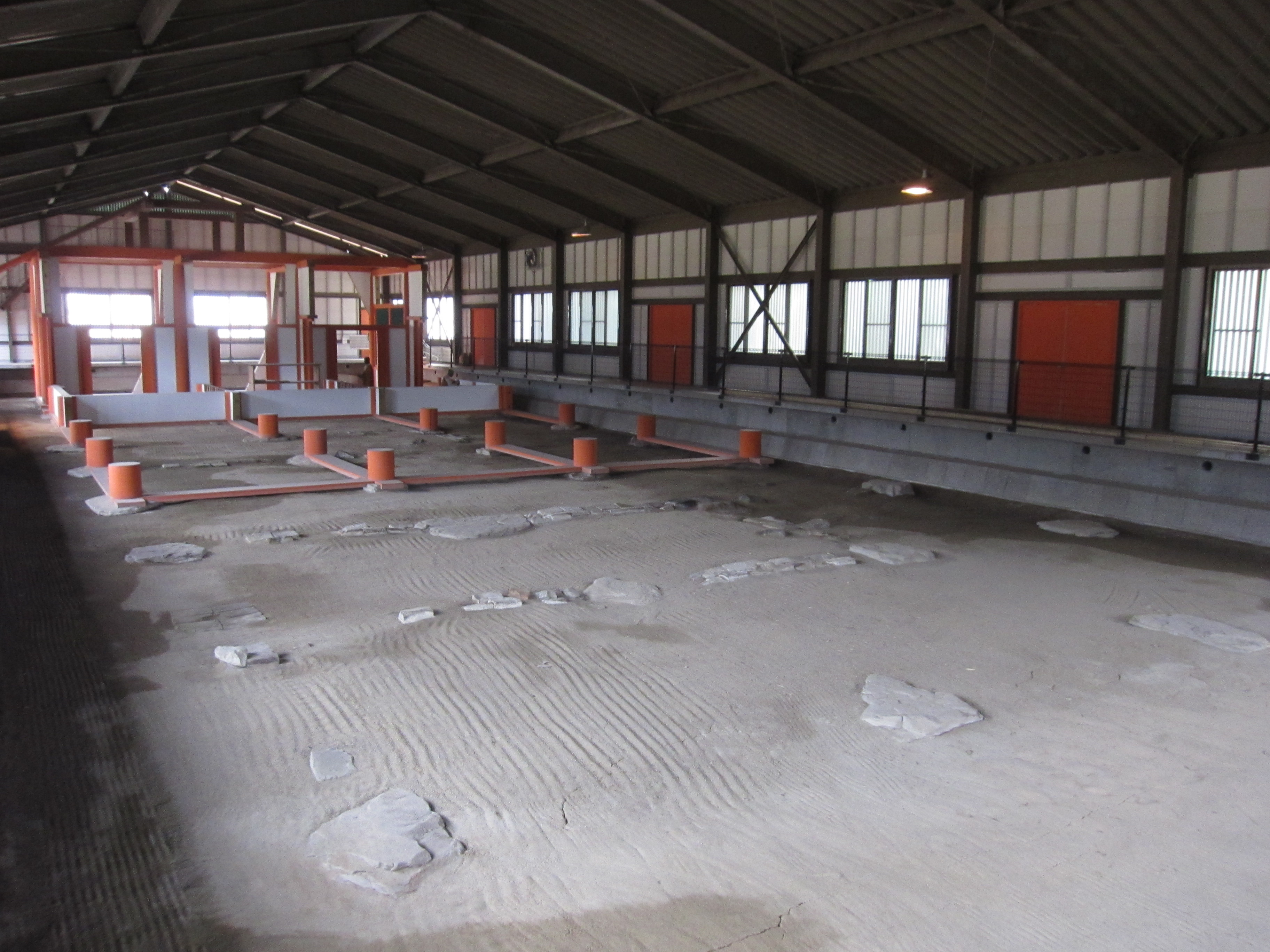
僧房跡（覆屋内）
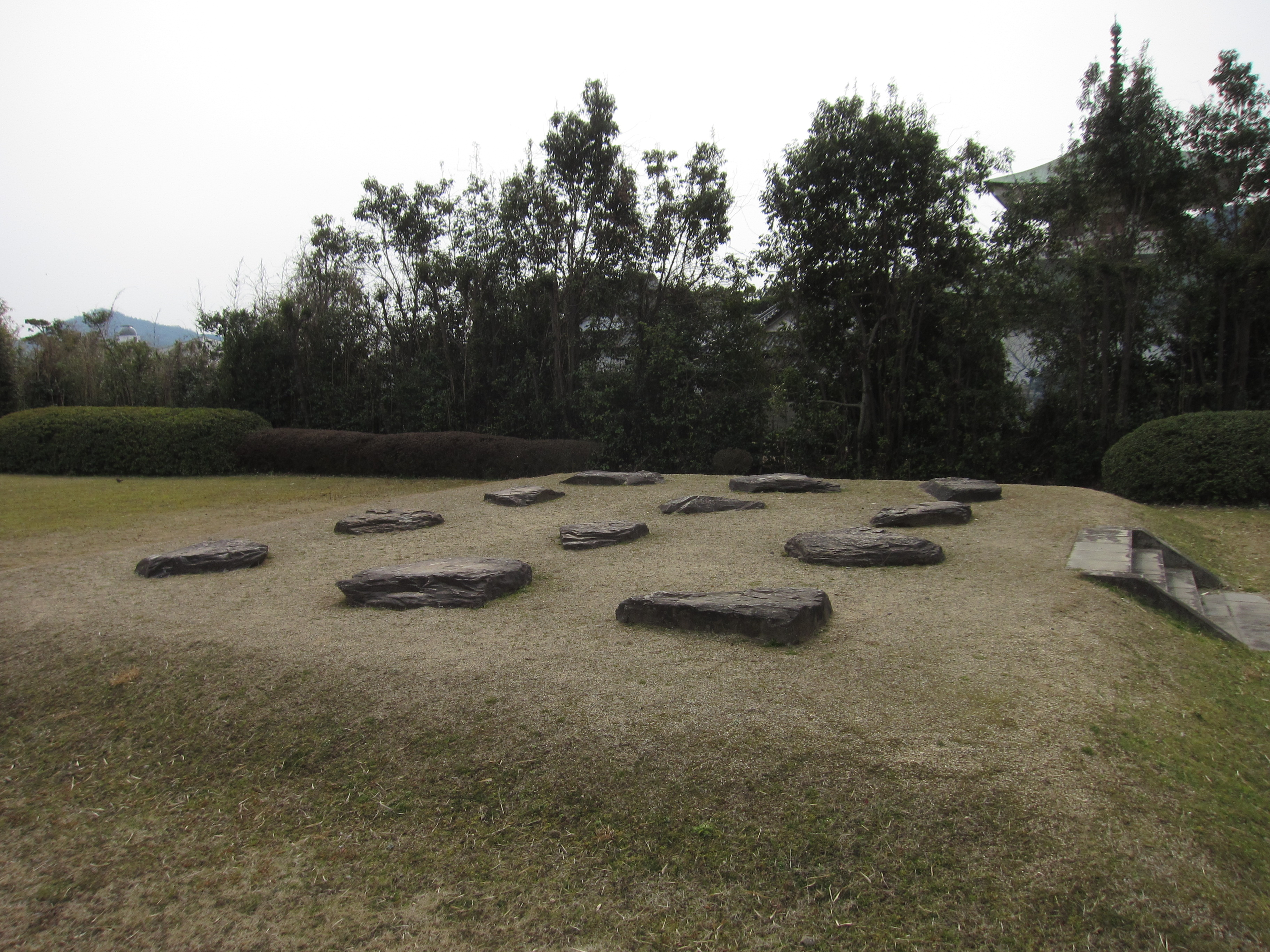
鐘楼跡
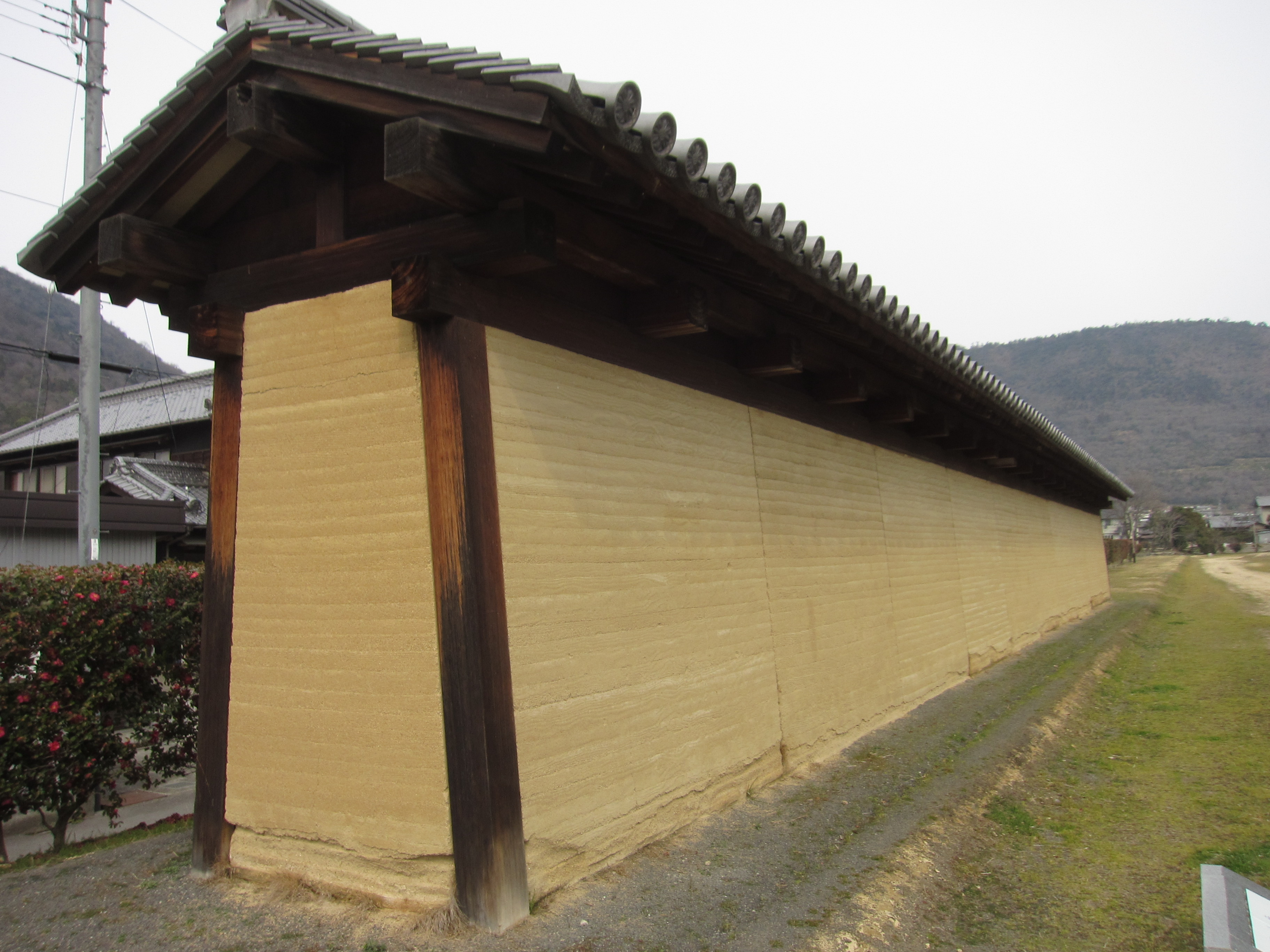
築地塀（復元）
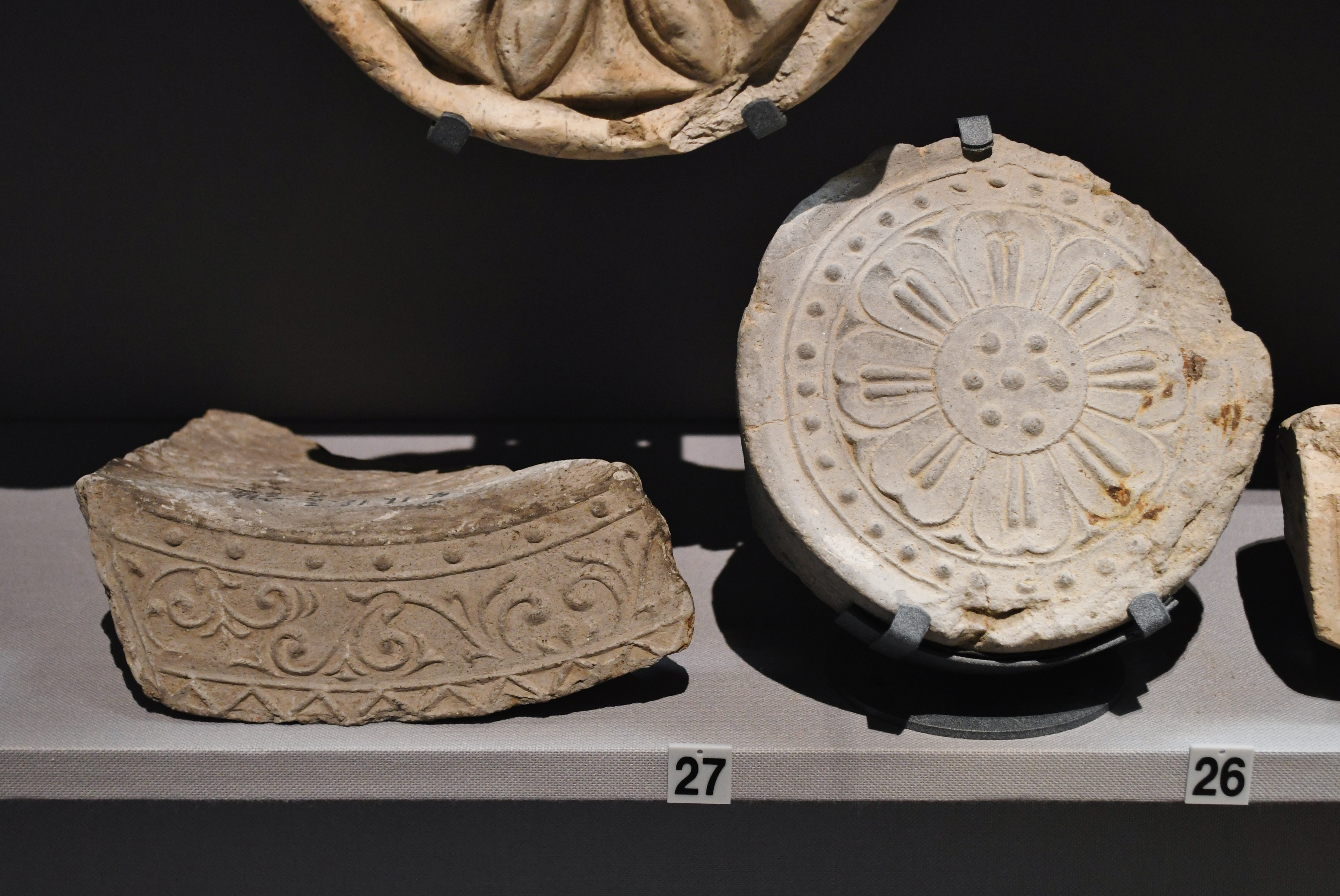
軒瓦 東京国立博物館展示。

## 文化財

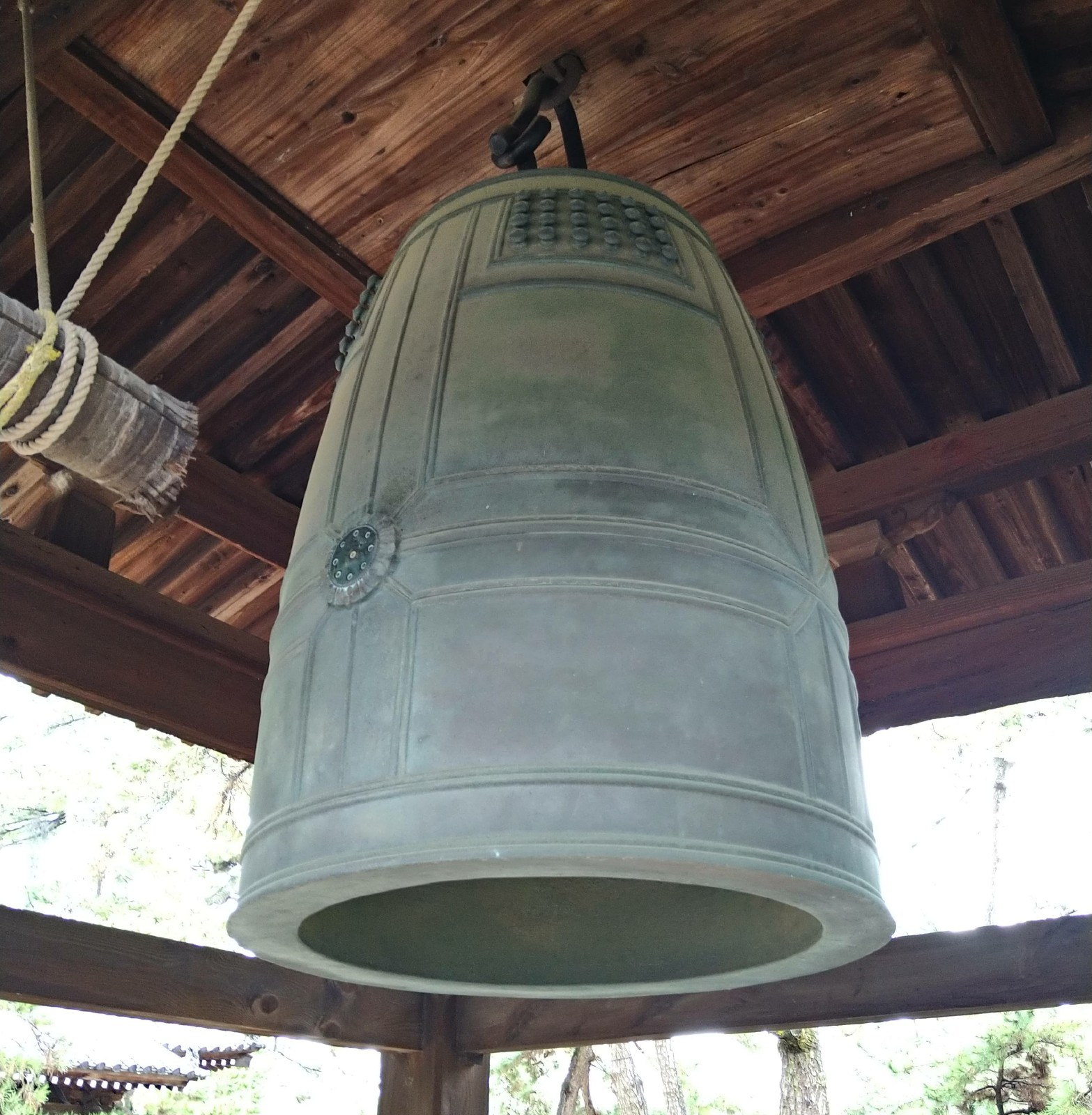
銅鐘（重要文化財）

重要文化財
- 本堂 - 明治37年8月29日指定[6][10]。

鎌倉時代後期の建立。桁行五間、梁間五間、単層入母屋造、本瓦葺。奈良時代の講堂跡に立ち、その礎石を再利用している。
- 木造千手観音立像 - 明治37年8月29日指定[11][12]。

彩色、彫眼。脇手を除く本体を﨔の一木造とする。十一面四十二臂、像高524 cm。平安時代末期作。本堂内陣の須弥壇上の厨子内に安置。
- 銅鐘 - 昭和19年9月5日指定[7][13]。

国の特別史跡
- 讃岐国分寺跡 - 昭和3年3月24日指定（国の史跡）、昭和27年3月29日指定変更（国の特別史跡）[14][15]。

## 交通アクセス
鉄道
- 四国旅客鉄道（JR四国）予讃線 – 国分駅 (0.3 km)

車
- 一般道：香川県道33号高松善通寺線 国分寺 (0.1 km)
- 自動車道：高松自動車道 高松西ICまたは高松檀紙IC (6.0 km)

## 資料館
讃岐国分寺跡資料館（讃岐国分寺跡資料館）は1993年（平成5年）9月4日に開館した。発掘調査で出土した瓦・土器・金属器および、1/20縮尺の金堂模型などを展示している。
入館料は大人100円で中学生以下無料、開館時間は午前9時-午後4時30分、休館日は月曜日（月曜日が祝祭日のときは翌日）と年末年始。

## 周辺の関連遺跡

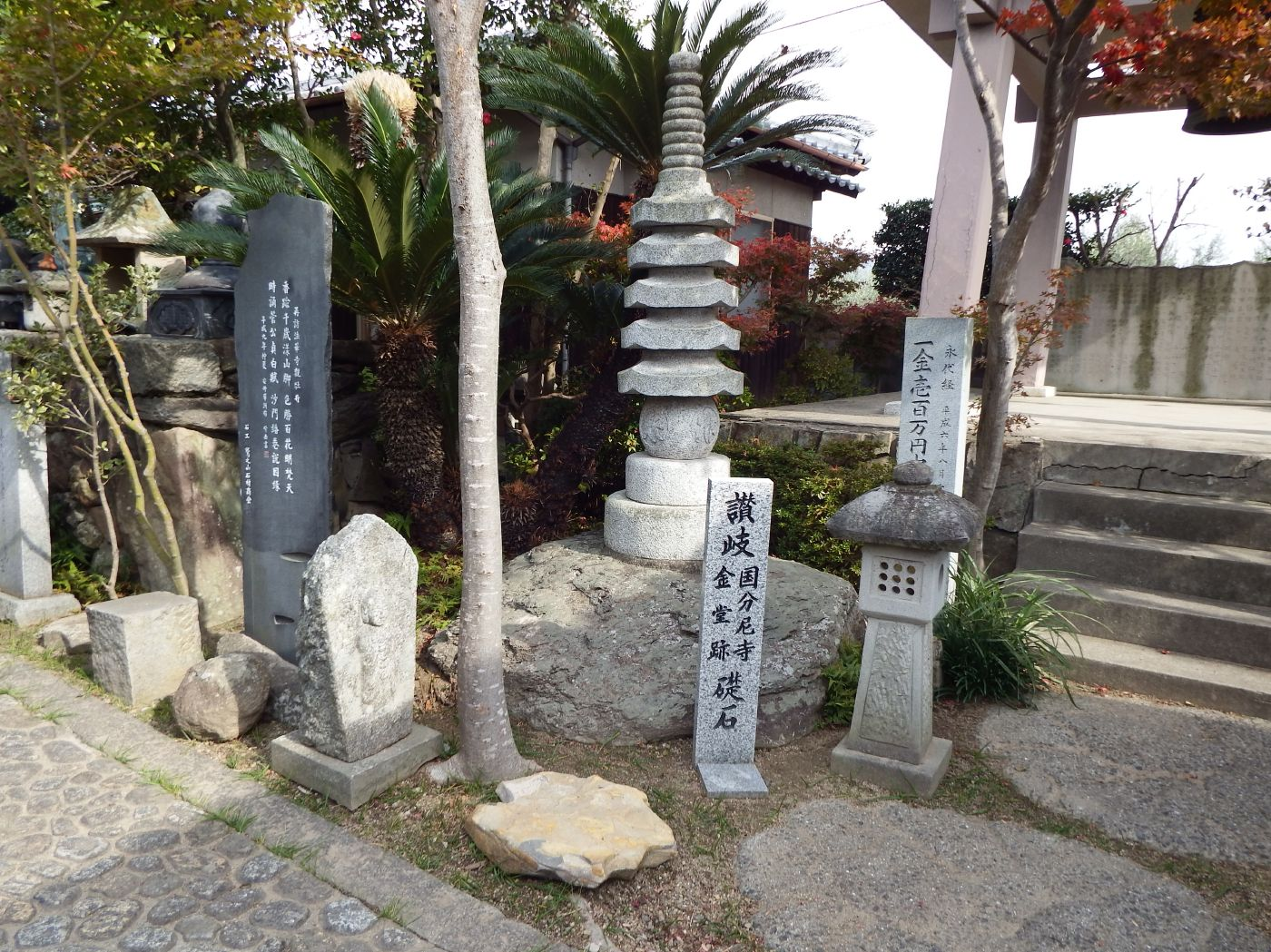
讃岐国分尼寺の金堂跡礎石

- 府中・山内瓦窯（やまのうちがよう）跡（府中・山内瓦窯跡） - 国分寺・国分尼寺の瓦の窯跡とされる。国の史跡。大正11日10月12日指定[17][18]。
- 讃岐国分尼寺跡 - 国分寺より約2 km北東にある国分尼寺の後継寺院と云える法華寺（法華寺）の境内に礎石が残っている。国の史跡。昭和3年2月7日指定[19][20]。
- 讃岐国府跡（讃岐国府跡） - 坂出市にある飛鳥時代から鎌倉時代の国府跡。
- 讃岐総社跡 - 後継神社は、総社神社（総社神社）。

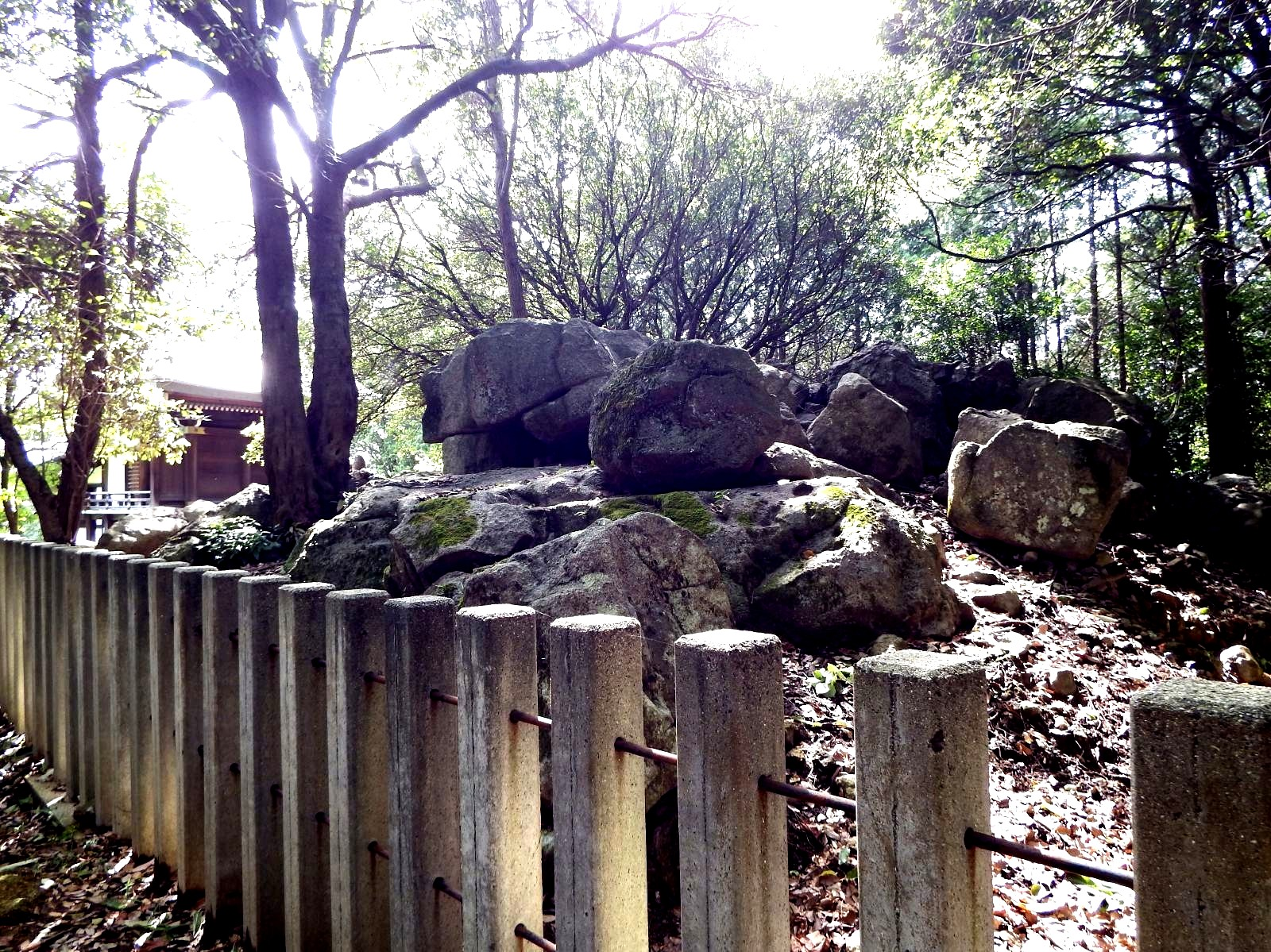
國分八幡宮　磐座

- 國分八幡宮（國分八幡宮） - 表鬼門にあたる東北に当国分寺の鎮護のため並びに阿野七郷の産土神として天平勝宝年間の創祀という。万治年間（1658年 – 1661年）に炎上し大禿山（オオカムロ 標高176 m）の中腹である岩川山に現境内（標高66 m）の西に隣接する宮池（標高49 m）になっている所から遷座する。岩川八幡神社また国府八幡と以来よばれていたが昭和になって國分八幡宮と改称した。祭神は誉田別尊などを祀る。本殿の背後に磐座がある。

## 前後の札所
四国八十八箇所
79 天皇寺 --(6.9 km)-- 80  国分寺 --(6.5 km)-- 81 白峯寺